# Rozszerzenie Galois
Rozszerzenie Galois – rozszerzenie algebraiczne {\displaystyle \mathbb {L} } danego ciała {\displaystyle \mathbb {K} } takie, że istnieje grupa automorfizmów ciała {\displaystyle \mathbb {L} ,} ze względu na którą {\displaystyle \mathbb {K} } jest ciałem elementów stałych.

## Definicja
Rozszerzeniem Galois danego ciała {\displaystyle \mathbb {K} } nazywa się takie rozszerzenie algebraiczne {\displaystyle \mathbb {L} } ciała {\displaystyle \mathbb {K} } takie, że istnieje grupa {\displaystyle \mathbb {G} } automorfizmów ciała {\displaystyle \mathbb {L} } taka, że: {\displaystyle \mathbb {K} =\mathbb {L} ^{\mathbb {G} }}, gdzie {\displaystyle \mathbb {L} ^{\mathbb {G} }:=\{k\in \mathbb {L} \colon \forall _{g\in \mathbb {G} }\ g(k)=k\}}.

## Własności
Dane rozszerzenie algebraiczne ciała {\displaystyle \mathbb {K} } jest rozszerzeniem Galois wtedy i tylko wtedy, gdy jest rozszerzeniem normalnym i rozdzielczym.
Dowód
„{\displaystyle \Longrightarrow }”
Sprawdźmy, że rozszerzenie Galois musi być normalne i rozdzielcze. Skoro jest to rozszerzenie Galois, to z definicji istnieje grupa {\displaystyle \mathbb {G} } automorfizmów ciała {\displaystyle \mathbb {L} ,} dla której {\displaystyle \mathbb {K} } jest ciałem elementów stałych, tzn. {\displaystyle \mathbb {L^{G}} =\mathbb {K} .} Ustalmy {\displaystyle a\in \mathbb {L} } oraz nierozkładalny wielomian {\displaystyle f} z pierścienia {\displaystyle \mathbb {K[x]} } taki, że {\displaystyle f(a)=0.} Udowodnimy następnie, że {\displaystyle f} stanowi iloczyn czynników liniowych należących do {\displaystyle \mathbb {L} [x],} ale nie do {\displaystyle \mathbb {K} [x].} Weźmy dowolny endomorfizm {\displaystyle \varphi \in \mathbb {G} } i zauważmy, że wielomian {\displaystyle f} przyjmuje w punkcie {\displaystyle \varphi (a)} wartość {\displaystyle 0} (jest tak, ponieważ {\displaystyle f(\varphi (a))=\varphi (f(a))=\varphi (0)=0}). Tak więc {\displaystyle \varphi (a)} jest pierwiastkiem wielomianu {\displaystyle f,} a zbiór {\displaystyle \{\varphi (a)\colon \varphi \in \mathbb {G} \}} jest skończony. To znaczy, że dla danego {\displaystyle a} istnieć może jedynie skończona liczba różnych {\displaystyle \varphi (a)} pomimo dowolnie wybieranych endomorfizmów. Oznaczmy te elementy jako {\displaystyle \varphi _{1},\dots ,\varphi _{n}.} Zauważmy, że dowolny automorfizm {\displaystyle \varphi \in \mathbb {G} } przekształca dowolny zbiór skończony w siebie, w szczególności: {\displaystyle \{\varphi _{i}(a)\}_{i=1}^{n}=\{\varphi (\varphi _{i}(a))\}_{i=1}^{n}.} Niech będzie dany wielomian {\displaystyle g(x)=\prod \limits _{j=1}^{n}(x-\varphi _{j}(a)),} wtedy {\displaystyle \varphi (g(x))=\prod \limits _{j=1}^{n}(x-\varphi (\varphi _{j}(a))).} Ponieważ wspomniane dwa zbiory są równe, to każdy z tych wielomianów składa się z dokładnie tych samych czynników (różniących się tylko kolejnością), a stąd wynika równość wielomianów: {\displaystyle \varphi (g)=g.} Tak więc dowolnie wybrany automorfizm {\displaystyle \varphi } nie zmienia wielomianu {\displaystyle g.} Wobec tego współczynniki tego wielomianu należą do ciała {\displaystyle \mathbb {L^{G}} .} Sam wielomian {\displaystyle g} należy w takim razie do pierścienia {\displaystyle \mathbb {K} [x].} Wybrano go tak, że ma on wyłącznie pierwiastki jednokrotne i to będące zarazem pierwiastkami {\displaystyle f.} Wynika stąd, że wielomian {\displaystyle g} dzieli wielomian {\displaystyle f.} Nierozkładalny wielomian {\displaystyle f} musi być więc równy iloczynowi wielomianu {\displaystyle g} oraz pewnego niezerowego elementu ciała {\displaystyle \mathbb {K} .} Stąd wnioskujemy, że {\displaystyle f} stanowi iloczyn różnych wielomianów liniowych należących do pierścienia {\displaystyle \mathbb {L} [x]}.
„{\displaystyle \Longleftarrow }”
Udowodnimy, że rozszerzenie normalne i rozdzielcze jest rozszerzeniem Galois. Z założenia, dla {\displaystyle a\in \mathbb {L} } wielomian {\displaystyle f\in \mathbb {K} [x],} dla którego {\displaystyle a} jest pierwiastkiem, stanowi iloczyn różnych wielomianów liniowych należących do pierścienia {\displaystyle \mathbb {L} [x].} Niech {\displaystyle a\not \in \mathbb {K} .} Wtedy rozpatrywany wielomian {\displaystyle f} jest stopnia silnie większego od 1, wobec czego posiada on jeszcze jeden inny pierwiastek {\displaystyle b\in \mathbb {L} .} Musi więc istnieć homomorfizm pomiędzy rozszerzeniami {\displaystyle \varphi \colon \mathbb {K} (a)\to \mathbb {K} (b)} przekształcający {\displaystyle a} w {\displaystyle b,} będący {\displaystyle \mathbb {K} }-izomorfizmem. Da się go rozszerzyć do {\displaystyle \mathbb {K} }-izomorfizmu {\displaystyle \psi \colon {\mbox{alg}}(\mathbb {K} )\rightarrow {\mbox{alg}}(\mathbb {K} ),} gdzie {\displaystyle {\mbox{alg}}(\mathbb {K} )} jest zbiorem wszystkich elementów algebraicznych względem ciała {\displaystyle \mathbb {K} .} Izomorfizm ten przekształca ciało {\displaystyle \mathbb {L} } na siebie (stanowi jego {\displaystyle \mathbb {K} }-automorfizm), a restrykcja {\displaystyle \psi {\big |}_{\mathbb {L} }\in {\mbox{Gal}}\mathbb {(L/K)} .} W dalszym ciągu przekształca on {\displaystyle a} w różne od niego {\displaystyle b.} Wynika stąd, że dowolny element należący do {\displaystyle \mathbb {L} ,} ale nie do {\displaystyle \mathbb {K} } nie jest zachowywany przez wszystkie automorfizmy grupy {\displaystyle {\mbox{Gal}}\mathbb {(L/K)} .} Inaczej mówiąc, {\displaystyle \mathbb {L} ^{\operatorname {Gal} \mathbb {(L/K)} }=\mathbb {K} .} q.e.d.
Wynika stąd także, że w przypadku ciała doskonałego jego rozszerzenie jest normalne wtedy i tylko wtedy, gdy jest rozszerzeniem Galois. Z kolei dane ciało posiada swoje skończone rozszerzenie Galois wtedy i tylko wtedy, gdy rozszerzenie to będzie ciałem rozkładu dla pewnego wielomianu o współczynnikach z wyjściowego ciała, posiadającego pierwiastki jednokrotne. Ten ostatni wniosek wynika z tego, że rozszerzenia o podanych właściwościach muszą być skończone, normalne i rozdzielcze.